# Napoletana. Antologia cronologica della canzone partenopea - Dodicesimo volume (dal 1956 al 1962)
Napoletana. Antologia cronologica della canzone partenopea - Dodicesimo volume (dal 1956 al 1962) è un album 33 giri del cantante Roberto Murolo pubblicato nel 1965.

## Tracce

### Lato A
1. Lusingame
2. Malinconico autunno
3. Lazzarella
4. Strada 'nfosa
5. Resta cu' mme
6. Serenatella sciue' sciue
7. Vurria
8. Suonno a Marechiaro
9. Sarra' chi sa
10. Vieneme 'nzuonno
11. Serenata a Margellina
12. Mare verde
13. Tu si' 'a malincunia
14. Marechiaro marechiaro